# 佐伯三貴
佐伯 三貴（さいき みき、1984年9月22日 - ）は、日本の女子プロゴルファー、日本女子プロゴルフ協会正会員（79期）。広島県東広島市西条町出身、東北福祉大学総合福祉学部卒業（学士（社会福祉学））。
身長163cm、体重60kg、血液型A型。所属は日立アプライアンス、マネジメント事務所はオフィス・ゲンキ、用品用具の総合契約先はキャロウェイゴルフ。得意クラブは、パター。ホールインワン回数は、4回。師弟関係は、佐伯行生・坂詰和久。専属キャディは、森本真祐。
家族は、祖母、父、母、兄、弟。 好きな色は、黒、ピンク、サックスブルー。愛称は、「ミキティ」など。

## 来歴

### アマチュアゴルフ界での活躍
ゴルフ家系に生まれ、祖父・田中金蔵や父・佐伯行生に影響されて5歳からクラブを握る。広島三育学院小学校在学中の11歳から本格的に父に師事し、武田中学校に進学するとジュニア大会を連戦、天才少女と騒がれ2000年全国中学校ゴルフ選手権春季大会および中国女子アマチュアゴルフ選手権に優勝。
武田高等学校に進むと、JGA女子ナショナルチーム（日本代表）入りし、2001年から2002年にかけ全国高等学校ゴルフ選手権春季大会で2連覇してその名を広めたが、高校3年時の不調により日本代表から外される。
2003年高校卒業後、米国の大学進学を志し渡米するも断念して帰国、翌2004年に東北福祉大学総合福祉学部に進学。再度JGA日本代表メンバーに選ばれ、同年の中国女子アマチュアゴルフ選手権、日米大学ゴルフ選手権、関東女子学生ゴルフ選手権に優勝するなど活躍。
2005年には、ネイバーズトロフィーで個人1位となり女子団体優勝の原動力となったほか、TOPY CUP 日米大学対抗ゴルフ選手権にも優勝している。
2006年2月からは坂詰和久に師事。2006年アジア競技大会（ドーハ）に原江里菜、宮里美香と出場し女子団体銀メダルを獲得。また、大学女子の個人戦、2006年朝日杯争奪日本女子学生ゴルフ選手権でも優勝するなど、JGAナショナルメンバーに在籍した5年間を通じて安定した強さを示した。

### プロ最速優勝
日本女子プロゴルフ協会2006年度ファイナルQT（クオリファイング・トーナメント）で42位となり、TPD非会員登録制度を活用して2007年1月1日付プロツアー登録した。
ツアー登録後112日目にあたる4戦目、2007年4月22日のフジサンケイレディスにおいて、2003年ミヤギテレビ杯ダンロップ女子オープンの宮里藍の登録後146日目を上回る、ツアー制度施行後史上最速（当時）での初優勝を飾った。
現役大学生の優勝も、1999年のフリスキー大阪女子オープン（現スタジオアリス女子オープン）で優勝した当時龍谷大学在学（休学）中の韓煕圓以来8年ぶり、日本人現役大学生、あるいは正規通学中の大学生の優勝は史上初という記録尽くめのものとなった。
プロ転向初年度となる2007年度には、たびたび上位で優勝争いを演じて賞金獲得ランキング9位に入るなど、新人プロらしからぬ優績を収め、同年12月1日付、日本女子プロゴルフ協会に正会員登録（79期）された。

### 世界規模での活躍
2007年8月4日（現地時間）には、英国セント・アンドリュースで開催されたLPGAメジャー大会である全英リコーオープンに出場して、2001年の藤井かすみに並ぶ日本選手史上最高タイの7位（当時）に入り、2008年度の同大会出場権も獲得した。
2008年1月18日-20日（現地時間）、南アフリカ共和国サンシティにおいて開催された、第4回ワールドカップ女子ゴルフ大会に、諸見里しのぶとともに日本代表として参戦し、3位に入賞した。

### 引退へ
近年は故障などで手術を受けるなど、万全の体調で試合に臨むことがなかなか出来ずにおり、2019年11月18日に「今年の大王製紙エリエールレディスオープンを最後にツアープロから引退する」ことを表明した。引退後は母校の東北福祉大学の後輩の育成に携わるなど、ゴルフ界の発展に力を尽くす意向を示している。

#### 契約関係
2007年1月のプロツアー登録にともない、オフィス・ゲンキと自動更新による期限の定めのないマネジメント契約を締結した。コーチ契約については東北福祉大学在学中に引き続き坂詰和久と結んだ。同年3月には、ブリヂストンスポーツと年間用具用品契約（ボール・クラブ・キャップないしバイザー・キャディバッグ・シューズ・グローブ）を締結、ハウスブランドである田中ゴルフとゴルフウェア契約を締結した。
2008年2月には、森本真祐と専属キャディ契約を結び、同年3月には、日立アプライアンスと3ヵ年の所属契約を締結した。同年4月、伊藤忠商事のグループ会社オリゾンティとウェア契約、同社の宇治仁人デザインによる「2eMUSEE D' UJI （ドゥーエ・ミューゼ・ドゥ・ウジ）」ブランドをヤマハレディースオープンより着用している。

## 人物
天真爛漫で笑顔を絶やさない明るい性格だが、内面では負けず嫌いで強気の一面を持ち、試合中には厳しい表情を見せる。しばしば豪胆な発言も目につくが、他人への気遣いが行き届き、人からよく好かれる性格である。

### ゴルフ家系
祖父：田中金蔵は、かつての広島アマゴルフ界の盟主で、男子ツアー白竜湖オープンを立ち上げた。祖母とともに青木功・海老原清治・尾崎将司・飯合肇・鷹巣南雄<我孫子一門>プロらとの親交が深く、また若手プロの世話をよく見た。祖母は今でも槙岡充浩プロら多くのプロゴルファーに慕われている。
父：佐伯行生は、2000年中国アマも制した上位常連のトップアマである。義父母に劣らずゴルフ界での人脈が広く、青木功をはじめとして多くのプロゴルファーとも交流が深い。
自宅には照明つきの芝貼り練習場が併設されているほか、三貴は広島三育学院小学校在学中には、兄と一緒に山陽新幹線東広島駅から広島駅まで新幹線通学していたなど、ゴルフに理解が深い裕福な家庭である。
また、弟の佐伯幸憲は、学生アマチュアゴルフ界で名の通った選手であり、姉同様に将来のプロ入りを目指している。

### おじいちゃんっ子
祖父・田中金蔵の親交の影響で頻繁に訪れていた青木功・尾崎将司プロなどと接する機会が多く、小学生時代の三貴は、訪れた名うてのプロたちに『そんなアプローチの仕方じゃだめだよ』等ダメ出しをしてウケを取っていた。ただ、シャイな性格であったため、プロたちに練習に付き合ってもらうことはなかった。
金蔵の影響から、三貴は学校から帰るとサンドウェッジ1本を持ち出し、自宅前の市立公園に勝手に9ホール程度のコースを自分で作り、それぞれカップを掘って、1人1パーティ3役をこなし、試合を想定して自分と相手方で打ち方を変えて独りで盛り上がって愉しんでいた。
学生アマチュアゴルフを転戦しながらも、将来は結婚して平凡な家庭でも作ろうかと漠然と考えていたが、2004年に金蔵が卒したのを機に、「今からでも遅くない、おじいちゃんに晴れ姿を見せられるように頑張ろう」と、本格的にプロゴルファーへの道を目指す決意をした。
2007年4月のフジサンケイレディスで初優勝した際、当初はニコニコしていたが、「祖母・両親がおじいちゃんの写真（遺影）を持って来ていたんです。それで、アテスト後にふいにそれを見せられて…。涙ぐんでいる親の顔を見たら涙が出てしまいました。突然だったので、涙があふれて止まらなかったです。あの時は本当に嬉しかったし、天国で絶対に見てくれていると思いました」と語り、涙の優勝インタビューとなった。

### 松山千春との交流
田中金蔵夫妻・佐伯行生夫妻は、フォークシンガーの松山千春と30年来余の交友関係があり、其の縁で松山は子供の時から三貴をよく知っていた。そのことから佐伯三貴がプロ転向した際には松山が経営するオフィス・ゲンキに所属することとなった。
三貴の2007年のフジサンケイレディス優勝時には、所属事務所社長の松山千春から「早くおじいちゃんの墓前に報告を差し上げなさい」との電話が入った。
三貴自身、所属事務所社長の松山千春のコンサートにはよく通う。好きな曲は、『長い夜』・『恋』。『自壊』も好きだが、これは松山から「壊れるのを楽しめ」と説明され、「ボギーを怖がらずに、楽しんで攻めよう」と、前向きな気持ちで取組んだ2007年プロミスレディスにおいて、雨量25mm/h以上の豪雨の中で70をマークできた経験による。
また、松山が元広島東洋カープ投手の津田恒実のために作詞作曲した歌で、三貴自身、「切なく悲しくなりつつも暖かい気持ちになれる素敵な曲」として『君へ』を愛聴、また、2008年の発表曲『我家』を気に入っていることに言及している。

### 第2の師・坂詰和久、心の師・片山晋呉
2006年2月、片山晋呉や米山みどりらのコーチやキャディを務めた坂詰和久が、東北福祉大学の練習場を訪問する機会があり、坂詰の辛口のコメントを受け、佐伯はコーチを依頼、それ以降は坂詰に師事している。
在学中の練習は以前にも増して熾烈をきわめ、150ヤード先にボールカゴを置いてそれに安定して打球が入るまで打ち続けるといった練習を行ったり、9番アイアンのハーフスイングやバドミントンのラケットを用いた独自の練習法を重ねてフェイス面のアライメントのチェックしくりかえし、従来のフックボールの出るミスや、いわゆる「チーピン」と呼ばれる押出しを解消して安定したストレートボールを打ち出せるようになるなど、正確なショットを身につけた。
また、プロ転向後には坂詰の指導により、パッティングの際のスタンスを狭め、小さいストロークでラインに乗せることができるようにフォームを改造、得意のパッティング精度を更に向上させた。
愛読書はJPGA賞金王4回の実績をもつ片山晋呉の著作『賞金王』で、「優勝したいと思った日から、それは夢ではなく目標となる」という信念に共鳴し、「念ずれば華開く」の精神を信条としている。

### エースキャディ・森本真祐
近藤智弘のキャディをつとめていたプロキャディの森本真祐は、男子ツアーの試合数が減少して出場機会が乏しくなり、逆に女子ツアーの人気が向上し試合数が増加したのを見て、旧知の坂詰和久に帯同のしがいのある有望な女子選手の存在を確認したところ、坂詰は自身の指導下にある三貴を薦し、森本は三貴のデビュー戦である2007年アコーディア・ゴルフレディスに帯同した。
その後は、森本がもっぱら契約プロの近藤の試合に帯同する必要があったため、三貴は各試合ごとにキャディを選定せざるを得ず、全英女子オープン、ワールドカップなどの大規模な海外の大会や節目となる大会には、コーチの坂詰和久が直接キャディとして随行した。
コーチの坂詰としては、ツアー全体の流れを掴める専属キャディの選定を模索していたが、森本の父でありプロゴルファーであった森本俊治に、三貴の叔父がかつてプロゴルファーを目指していた際に師事していたことが判明。家系上の親密な付合いに、三貴・森本とも感銘を受け、2008年シーズンから三貴は森本と専属キャディ契約を締結した。

### 打風・順応力と集中力
典型的なドローボールヒッターであるが、ストレート狙いのショットにおいては、インサイドアウトに偏らず、安定した綺麗でフラットなスイングプレーンを形成する。無駄な力が入らない熟達したレートヒッティングで、ドライバー飛距離は240ヤード強に達する。アプローチにおいてライが悪い場合、極端なパンチショットによる打開は好まず、左手首の返しを抑えて自然に振りぬくスイングを心がける。
力強いショットにばかりに注目が集まりがちだが、得意なクラブはパターであり、寄せやパッティングでは常にピンをデッドに狙い、「攻め」のゴルフを展開するのが持ち味である。自身が最も得意とするパッティングにおいては、ショートパットすることはほとんどない。また、ミスショットをした場合でも、しばしば笑顔を見せるが、これは自分が攻めた結果として納得しているからだという。
決してクラブの番手ごとの経験飛距離を過信せず、強風コースや高地コースでの過飛距離特性あるいは飛距離抑制に応じてヘッドスピードを調整することができるため、たとえ気候やセッティングに癖のあるとされるコースであっても、順応性が高く、それぞれのコースに適合した新しいアプローチの打ち方をすぐに覚えて自分のものにしてしまう。
また、強い精神集中力を持ち、川奈ゴルフコース、セント・アンドリュース、ゲーリー・プレーヤー・カントリークラブなどの内外の難コースにおいて見せたように、初挑戦時にも優れた力を発揮する。

### 他選手との交流
プロツアー参加後は、古閑美保、高橋美保子、前田久仁子、山口裕子、北田瑠衣の各プロと親しく、しばしば行動を共にしており、その新人らしからぬ物腰から、古閑ら先輩ゴルファーたちから、「マダム」の愛称を与えられている。
有村智恵、同学の原江里菜、江連忠アカデミー門下の上田桃子の各プロとも親しく、ツアー中に顔を合わせた際には飲食に誘いあったり、調整ラウンドを共にしたりする関係にあるほか、川原由維プロは三貴の優勝争いでも物怖じしない性格に感服し、三貴を齢下にもかかわらず「メンタルの先生」と呼んで慕っている。
また、2008年 ワールドカップ女子ゴルフ出場選手選定に際しては出場辞退者が相次ぎ、三貴とともに参加打診のあった諸見里しのぶも、前年2007年同大会出場時の成績不調のトラウマから一旦は出場辞退を表明したが、三貴に4時間近くの説得を受け、「最初は私では力不足じゃないかと思ってお断りしたのですが、（佐伯）三貴さんと相談したら、もし私が6オーバーでも、7アンダーで赤色（アンダー）にしてあげるよって言われて。この人とだったら行こうって決心しました。」と、心構えを新たにして参加表明するに至った。
それ以来、諸見里は、アマチュア時代にはさして親密でもなく、「佐伯さん」・「三貴さん」と呼んでいた三貴に対して、「三貴にゃん」と諸見里独自の愛称で呼ぶほどに慕っている。
総じて、人間関係で萎縮しがちな若手プロ選手らしからず、先輩選手に気さくに声を掛けたり嫌味なく甘えることができ、また同年代や後輩選手に対しては極めて面倒見がいいことから、先輩後輩の区別なく他プロから広く親しまれる。

### ファンへの想い
インプレイ中を除き、ファンに対して気さくに声を掛け、求められたサインには積極的に応じる。
2007年に創設された、JLPGA公式ファンクラブの第1回催事においては、同学の原江里菜とともに進んで汚れ役を演じた。
また、2007年8月には、ゴルフダイジェスト誌の求めに応じて、公式ブログ『Miki Blog』を開設、当初は運営側の求めに応じて必要最低限の更新をするに留まっていたが、同年12月にファンからのコメント応募を開始、ファンのコメントに対して自らコメントバックを行ったり、豊富な写真を添付して日本国外への遠征時に至るまで連日の記事更新を行ってファンへの感謝の念を述べている。

## 年度別成績
| 年 度  | 出場試合 | 年間獲得賞金 | 順 位 | 平均ストローク | 備 考                                |
| ------ | -------- | ------------ | ----- | -------------- | ------------------------------------ |
| 2007年 | 29試合   | 6263万2529円 | 9位   | 72.3261        | 日本女子プロゴルフ協会 TPD非会員登録 |
| 2008年 | 28試合   | 5084万0934円 | 20位  | 72.3377        |                                      |
| 2009年 | 32試合   | 4332万7616円 | 18位  | 72.1290        |                                      |
| 2010年 | 32試合   | 6956万1941円 | 8位   | 71.8687        |                                      |
| 2011年 | 28試合   | 6272万9018円 | 8位   | 72.2814        |                                      |
| 2012年 | 31試合   | 9197万2093円 | 5位   | 71.1747        |                                      |
| 2013年 | 30試合   | 8394万9162円 | 6位   | 71.2566        |                                      |

## おもな戦歴

### アマチュア時代
- 2000年 全国中学校ゴルフ選手権春季大会 優勝
- 2000年・2004年 中国女子アマチュアゴルフ選手権 優勝
- 2000年 中国ジュニアゴルフ選手権 優勝
- 2001年・2002年全国高等学校ゴルフ選手権春季大会 優勝
- 2004年 日米大学ゴルフ選手権 優勝
- 2004年 ネイバーズトロフィー選手権 団体優勝
- 2004年 関東女子学生ゴルフ選手権 優勝
- 2004年 TOPY CUP 日米大学対抗ゴルフ選手権 団体優勝
- 2005年・2006年 全国女子大学ゴルフ対抗戦 優勝
- 2005年 日米大学ゴルフ選手権 1位T (2)
- 2005年 ネイバーズトロフィー選手権 個人優勝・団体優勝 (2)
- 2005年 TOPY CUP 日米大学対抗ゴルフ選手権 個人優勝・団体優勝 (2)
- 2006年 中京テレビ・ブリヂストンレディスオープン 46位T ローアマチュア
- 2006年 関東女子大学秋季対抗戦 優勝
- 2006年 アジア競技大会 女子団体銀メダル
- 2006年 朝日杯争奪日本女子学生ゴルフ選手権 優勝

#### ナショナルチーム選抜履歴
- 2001年・2003年-2006年 JGA女子ナショナルチームメンバー

### プロ転向後
- 2007年4月22日 第26回 フジサンケイレディス 優勝
- 2007年8月4日（現地時間） 第7回 メジャー 全英リコーオープン 7位
- 2008年1月20日（現地時間） 第4回 ワールドカップ 3位 （諸見里しのぶとともにチーム出場）
- 2010年11月14日 第26回 伊藤園レディスゴルフトーナメント 優勝
- 2011年5月15日 第12回 フンドーキンレディース 優勝
- 2012年4月8日 第8回 スタジオアリス女子オープン 優勝
- 2012年11月18日 第31回 大王製紙エリエールレディスオープン 優勝
- 2013年4月21日 第22回 KKT杯バンテリンレディスオープン 優勝
- 2013年4月28日 第32回 フジサンケイレディス 優勝

## クラブセッティング・ツールスペック

### 2007年 前期
| 種 別            | メーカー             | 型 式                                    | 番 手 | 本数 | 備 考                                                                                            |
| ---------------- | -------------------- | ---------------------------------------- | ----- | ---- | ------------------------------------------------------------------------------------------------ |
| ドライバー       | ブリヂストン         | ツアーステージ 08ViQ                     | 1     | 1    | ロフト：9.5度、シャフト：三菱レイヨンDIAMANA S63-S（青マナ）、バランス：D0、クラブ長：45.00      |
| フェアウェイW    | キャロウェイゴルフ   | E・R・C HOT                              | 3+    | 1    | ロフト：15度、シャフト：三菱レイヨンBASARA F53-S、クラブ長：42.50                                |
| フェアウェイW    | ブリヂストン         | ツアーステージ X-DRIVE GR                | 5     | 1    | ロフト：18度、シャフト：三菱レイヨンDIAMANA S63-S（青マナ）、バランス：D0、クラブ長：42.25       |
| ユーティリティー | ブリヂストン         | ツアーステージ X-UT                      | U3    | 1    | ロフト：21度、シャフト：三菱レイヨンBASARA SRプロトタイプ、バランス：D0、クラブ長：39.50         |
| ユーティリティー | ブリヂストン         | ツアーステージ X-UT                      | U4    | 1    | ロフト：23度、シャフト：三菱レイヨンBASARA SRプロトタイプ、バランス：D0、クラブ長：39.00         |
| アイアン         | ブリヂストン         | ツアーステージ V-iQ フォージド           | 5 -PW | 6    | ロフト：28度・31度・35度・40度・45度、シャフト：日本シャフトNSPRO950 フレックスR、バランス：C9.0 |
| ウェッジ         | ブリヂストン         | ツアーステージ X-ウェッジ                | PS    | 1    | ロフト：52度、シャフト：日本シャフトNSPRO950 R、バランス：C8.0                                   |
| ウェッジ         | ブリヂストン         | ツアーステージ X-ウェッジ 3              | SW    | 1    | ロフト：58度、シャフト：日本シャフトNSPRO950 R、バランス：C7.0                                   |
| パター           | オデッセイ           | ホワイトホットXG                         | #7    | 1    | 32インチ                                                                                         |
| ボール           | ブリヂストン         | ツアーステージ X-01G4                    | -     | -    | コンプレッション：85、ボールマーク：「Mikity」                                                   |
| ティー           | エクセルゴルフティー | Zero Friction Hybrid                     | S・L  | -    | 2-3/4インチ、3-1/4インチ                                                                         |
| キャディバッグ   | ブリヂストン         | ツアーステージ CBTX70 WR                 | -     | -    | 白地/赤パイピング                                                                                |
| グローブ         | ブリヂストン         | ツアーステージ GLTS60 BK                 | -     | -    | プロトタイプ20cm、エチオピア羊皮、黒                                                             |
| バイザー         | ブリヂストン         | ツアーステージ CP751                     | -     | -    | 額鍔4.5 cm、ルージュケア加工                                                                     |
| シューズ         | ブリヂストン         | ツアーステージ SHV710 WK サドル          | -     | -    | 片足380グラム                                                                                    |
| ウェア           | 田中ゴルフ           | stony シリーズ                           | -     | -    | -                                                                                                |
| レインウェア     | ブリヂストン         | ツアーステージ PERFECT RAIN 86T21、86T22 | -     | -    | 初期耐水圧23000m/m、透湿度20000g/m2/24h                                                          |

※ ブリヂストンと用具総合契約、田中ゴルフは独自のハウスブランド。

### 2007年 後期
全英リコーオープン以降、フェアウェイウッドの一部（3W）、キャディバッグを変更。
| 種 別          | メーカー     | 型 式                    | 番 手 | 本数 | 備 考                                                                           |
| -------------- | ------------ | ------------------------ | ----- | ---- | ------------------------------------------------------------------------------- |
| フェアウェイW  | ブリヂストン | ツアーステージ ViQ       | 3     | 1    | ロフト：15度、シャフト：三菱レイヨンBASARA F53-S、バランス：D0、クラブ長：43.00 |
| キャディバッグ | ブリヂストン | ツアーステージ CBTX74 WY | -     | -    | メジャー限定仕様                                                                |

### 2008年 前期
ワールドカップ女子ゴルフ以降、フェアウェイウッドの一部（3W）、キャディバッグを変更。
| 種 別          | メーカー     | 型 式                              | 番 手 | 本数 | 備 考                                                                                      |
| -------------- | ------------ | ---------------------------------- | ----- | ---- | ------------------------------------------------------------------------------------------ |
| フェアウェイW  | ヨネックス   | ニューナノブイ ナノハイスピード050 | 3     | 1    | ロフト：15度、シャフト：三菱レイヨンDIAMANA S63-S（青マナ）、バランス：D0、クラブ長：42.75 |
| キャディバッグ | ブリヂストン | ツアーステージ CBTX80 R            | -     | -    | プロ限定モデル（ツアー仕様）、赤/濃赤パイピング                                            |

## 出演

### TV番組
- 『北斗晶の鬼嫁運動記者倶楽部』 （広島ホームテレビ(HOME)）

『鬼嫁』では「ミキティ」の愛称がテロップに出されることが多く、それ以降は不定期に三貴に関しての情報が取り上げられたり5秒CM（ローカルのみ）が流されていた。
- 第4回 「東広島出身のプロゴルファー ゴルフ界のミキティ佐伯三貴」 2007年5月26日放送

『鬼嫁』初登場。プロフィールや素顔を紹介
- 第44回 「榮も司会で応援だ! 佐伯三貴第2章の幕明け」 2008年3月15日放送（30分拡大版）

2008年1月31日の「2007年フジサンケイレディス優勝祝賀パーティー」の模様を紹介
- 第53回 「鬼嫁1周年スペシャル 北斗晶vsミキティ夢のゴルフ対決!」 2008年5月10日放送

北斗晶との初ロケ共演、三貴はショットではピッチングのみパットでは傘のみというハンデを負ったものの、北斗が反則負け、罰則として三貴の見合相手をアレンジすることになった
- 第54回 「鬼嫁1周年スペシャル ミキティのお見合い相手をプロデュース!」 2008年5月17日放送

三貴は高飛車にも相手に小栗旬レベルを要求、「チーム鬼嫁」が必死にアレンジを試みる
- 第129回 「鬼嫁の目にも涙?鬼嫁1時間スペシャル」 2009年12月26日放送

最終回。エンディングにスペシャルサンクス（VTR出演）で番組にメッセージ
- 『2007 史上最大 スポーツ大感謝 FESTIVAL』 （TBS系） 2007年12月25日放送

最終演目のボウリング対決で、最終投球者としてストライクを出し番組MVPを受彰した
- 『超豪華!! 女子プロ 花の6人娘ゴルフ対決!! 2008』 （テレビ朝日系） 2008年1月6日放送

チーム対抗決定戦プレーオフのアプローチショットで最短記録を決め、チームを優勝させた
- 『ジャンクSPORTS』テーマ「デビュー」 （フジテレビ系） 2008年4月27日放送

愛称「マダム」の由来、2008年ワールドカップ出場時の諸見里しのぶ激励エピソードなどを披露
- くりぃむクイズ ミラクル9 (テレビ朝日系、2013年1月23日)

チーム解答者としてゲスト出演。

## エピソード

### ゴルフ
- ツアー出場の際には、ハウスブランドである『田中ゴルフ』（田中は田中金蔵に連なる母系の姓）の「stony」シリーズのゴルフウェアを着用する。大会の最終日には、自分を奮い立たせる精神上の手段として、同ブランドの黒のゴルフウェアを着用することを信条としている。2007年のシーズン中盤に若干のスランプを経験した際には、周囲の意見を聞き入れて黒の着用を控えていたが、同シーズン終盤以降、再び「勝負服」として黒のウェアを頻用している。
- 2007年京楽カップ第8回日韓女子プロゴルフ対抗戦においては、大会史上初めてプレーオフに突入した。プレーオフ第1陣の横峯さくら・李宣和、第2陣の諸見里しのぶ・全美貞とも引き分け、第3陣の古閑美保が張晶に競り勝って日本チームが優勝したが、この際の第4陣は三貴が出る予定であった。三貴は、日韓戦の優勝自体には喜びながらも、本当は自身が出て勝負を決めたかったという感情があったと言及している。
- 日韓戦においてもワールドカップにおいても、出場の際に「韓国だけには負けたくない」とライバル心をあらわにする。これは、すでに韓国出身ゴルファーが米ツアーや日本ツアーで多く活躍していることというよりも、アマチュア時代に自身が在籍したナショナルチームでの国際試合において韓国代表チームと数多くの激戦を繰り広げた経験による。2007年韓国ツアー賞金女王で10億ウォンプレーヤー（億台プレーヤー）となった申智愛は三貴より齢下だが、アマチュア時代の2005年に台湾の揚昇ゴルフクラブで開催されたネイバーズトロフィー選手権において首位を走っていた申智愛を最終日に差しきって三貴が優勝した経験から、特にライバル意識を持つ。2008年ワールドカップでは三貴の日本チームは3位に入る好成績を残したものの、申智愛の2位韓国チームをかわして優勝できなかったことを重ねて悔しがった。
- 両親の佐伯行生夫妻は、国内で開催される三貴の試合には、たびたびキャンピングカーを操って応援に駆けつけるほか、海外試合にも積極的に同行して公私にわたって支援するなど、熱心な応援ぶりを見せる。
- 三貴が出産時にとりあげられた東広島市西条町寺家の馬越（まごし）産婦人科医院院長も、佐伯家と家族ぐるみの付き合いのあるゴルフ仲間である。馬越院長が、小学校時代の三貴をラウンドに同行させてくれた際、三貴が人生で初めてハーフで50を切ることができた。
- 2007年ミヤギテレビ杯ダンロップオープンは、三貴と弟・佐伯幸憲がともに所属する東北福祉大学ゴルフ部のある仙台市に隣接する宮城郡利府町の利府ゴルフ倶楽部での、いわゆる大学地元開催であったため、意気込んだ幸憲は三貴のキャディを申し出たが軽く拒絶され、渋々李廷恩プロのキャディをつとめた。このことから一時、姉弟不仲説が持ち上がったが、母および三貴本人は公式にこれを否定し、姉弟関係は良好である旨を言及している。
- 2007年サントリーレディースの大会期間中に、コーチの坂詰和久と食事をしながら打合せしていた際、偶然尊敬する片山晋呉と会い坂詰に片山を紹介されたが、三貴は体が硬直してまともに話せなかった。
- 2007年6月1日のリゾートトラストレディス初日、風邪をこじらせ腰部筋肉痛に苦しみ、消炎鎮痛剤・栄養剤の点滴を受けて強硬出場したにもかかわらず、-4の68で首位発進を遂げた。ラウンド後に受けたインタビューにおいて体調のことを質問された際、「体調の悪さは、性格の悪さでカバーします」とギャグ入りコメントで受け答えし、新人らしからぬ大物であると評判になった。
- 2008年2月にゴルフ雑誌の取材を受けた際、「年間3勝」を目標に上げ、目標未達の場合には「銀座のママになります」と公言した。
- 2008年3月8日のダイキンオーキッド2日目の朝、那覇市内のホテルで起床後に歯磨きでうがいをしていたところ、前週に歯科矯正のために抜歯した右あごの2番目の前歯跡に嵌めていた仮歯（テンポラリー・クラウン）がポロっと外れ落ち、三貴は鏡に映る歯抜けになった自身を凝視し唖然となった。プレー中にギャラリーの、テレビ中継で視聴者の大爆笑を浴びるシーンが頭を駆け巡り、パニック状態となった三貴は、猛烈な勢いで同泊の関係者各者を叩き起こし、森本真祐キャディ、マネージャーなどと大騒ぎしてホテル周辺の歯科医の所在を調べまくり、ただちに朝食も摂らずにタクシーで20分飛ばして、開院前の那覇市内の歯科医院の戸を叩いて歯科医に頼み込み、急いで取れた仮歯を嵌める応急処置を受けた。診療後、ふたたびタクシーを30分強飛ばして試合会場の琉球ゴルフ倶楽部に向い、大会2日目のスタート時間である9時48分に必死の思いでコースに到着し、何とか試合に間に合ってスタートすることができた。ところが、今度はプレー中にゴルフシューズのスパイクがポロッと外れて飛び、やむなく替わりのシューズを取ってきてもらう間、足下不充分なままプレーを続行するはめになった。このような、前歯とスパイクが歯抜けの上に朝食抜きという、精神的にも物理的にも相当ハードなラウンドとなったにもかかわらず、スコアは3アンダーの69で暫定順位を上げるという好成績を残し、ホールアウト後のTBS系放送のインタビューにおいては、一連のアクシデントには一切触れずに仮歯を嵌めなおした笑顔で視聴者に向けて手を振って愛嬌を振りまくなど、大物ぶりを見せつけた。
- 2008年4月11日、スタジオアリス女子オープン初日4番ホールにおいて激しい左手首痛を感じ、9ホール終了後に、アマチュア時代の競技会を含めて人生で初めて途中棄権した。前週に強風下で行われたヤマハレディースオープン葛城において、パンチショットを多用し腱鞘炎を悪化させたのが原因とされている。

### 趣味
- 気分転換に海岸や湖沼・河川・渓流を訪れるのを好み、ツアー転戦の間日やオフシーズンのちょっとした時間を活用して立ち寄る。また、同行者が父の佐伯行生やキャディの森本真祐など、釣り好きの気の置けない相手である場合、釣具を用意して気軽に釣りを楽しむことが多い。
- 親しいプロ仲間や東北福祉大学の仲間と、カラオケやボウリング、ビリヤードに興じるのが好きで、かなりの腕前である。ボウリングのアベレージは160ピンほどで、上記のテレビ収録においてもその腕前を披露した。カラオケにおいては、Jポップ特にバラードナンバーを得意とし、オハコ（18番）は倖田來未の各曲である。多いときは週に5回は通うと言及している。
- 父の佐伯行生は、ランボルギーニやメルセデス・ベンツなどの高級車を数台所有する車好きである。三貴は、故郷広島への郷土愛からマツダ社製のスポーティ車RX-8を愛用していたが、2007年にフジサンケイレディスで優勝した際、副賞としてBMWのコンパクトモデル1シリーズ 120iを贈られてからは同車を愛用していた。2012年11月にマツダと車両提供契約を結び、SUV CX-5を愛用している。[2]

### おしゃれ
- ネイルアートに熱心で、頻繁にネイルサロンに通い、ときには東広島の実家まで贔屓先の大阪のネイルサロン「BeautyNail」から出張施術を招くこともある。2007年フジサンケイレディス優勝時にはゴールドのラメ、2008年ワールドカップ参戦時には日の丸や王冠、「1番」を意味する「1」などを鮮やかにメイキャップするなどのこだわりを見せている。
- ヘアカットは、およそ2~3か月に1回のペースで、美容室で調髪する。アマチュア時代から現在に至るまで、基本的にセミロングを好む。
- ゴルフウェア同様に、和装も黒が似合い、2008年1月8日に開催されたワールドカップの公式記者会見においては、佐伯家なじみの広島県三次市の呉服店『絹の庵河田屋』で仕立てた、黒錦に柄織の鮮やかな振袖姿で臨み、巷間の耳目を集めた。2008年3月22日に行われた東北福祉大学卒業証書授与式には、学業行事を優先し同週開催のプロツアーヨコハマタイヤPRGRレディスを欠場して参加、祖母から譲り受けた薄黄の中振袖に紫紺の袴という明治時代~大正時代の女学生ファッションで登壇して、卒業証書授与とともに学部長特別表彰を受彰し注目を集めた。
- 以前から前歯の不並びを気にしていた三貴は、2008年シーズン開幕を前に、矯正歯科の受診を決意した。前歯の矯正は、非抜歯矯正による部分矯正が効かず、成人の全歯規模での矯正には最低でも2年、長ければ10年以上の矯正期間を要するため、短期間の施術が可能な抜歯矯正を選択、2008年フィールズオープンから帰国後の2月第4週から3週間規模の抜歯矯正を行った。2008年2月26日に、不並びの前歯2本を抜歯して仮歯を入れ治療を開始したが、このことが上記の2008年ダイキンオーキッド2日目のアクシデントを引き起こすこととなった。

### グルメ
- 好物は白飯の飯である。海外遠征時にも、白飯は欠かせない。全英リコーオープンに出場した際には、夕飯用にサトウ食品の「サトウのごはん」とふりかけを現地に持ち込んだほか、ワールドカップ参戦時には、現地の在南ア日本人に依頼して白米の手配をしてもらい、母が随行しておにぎりや牛丼を供した。
- 広島市南区京橋町にある広島とんこつラーメンの老舗 『麺工房青竹打ち中華そばたこ坊主』は、三貴が小学校在学中から通いつめる贔屓店である。
- セント・アンドリュースのデザイン制作にも参画したチャールズ・ヒュー・アリソンの設計による名門コース・広野ゴルフ倶楽部などが至近にある兵庫県三木市の志染駅周辺には、有名割烹が立ち並ぶが、そのなかのひとつ『割烹くりやま』は、三貴の叔父が経営する店舗である。 この縁で、三貴は、兵庫県を訪れた際には積極的に他プロ等を誘って、同店を訪れ料理に舌提を打つ。 原江里菜、福嶋晃子、佐々木慶子、諸見里しのぶ、江連忠、山口裕子、土田麻依子など、多くのプロゴルファー、プロコーチ、プロキャディが同店に招待されている。
- 神戸市中央区の三宮駅近くにある、宮崎牛焼肉店『鶴屋』を贔屓にしており、神戸市内を訪れた際にはよく立ち寄る。三貴がお気に入りの同店メニューは、カルビ、ハラミ、白テッチャンである。

### 癒し・くつろぎ
- 東北福祉大学在学中の住居は仙台市内であったが、地元広島への愛着は深く、在学中の学期中にも、卒業後のプロツアー期間中にも、週末には可能な限り心の拠りどころとなる東広島に帰郷するよう心がけている。特に、年末年始には必ず帰郷し、母とともにおせち料理を用意したり、初詣には東広島市西条町御薗宇にある観現寺に参拝する。
- 広島カープのファンで、3Wのヘッドカバーは球団マスコットのカープ坊ややマペットを改良したものを使用している[3]。「私は一歩抜けた“カープ女子”です」と自称している[4]。
- 自宅周辺やプライベートな道中では、黒セルのウェリントンフレームのメガネを愛用することが多い。
- 普段から携帯電話を手放せない。公式ブログの更新もPCを使わずもっぱら携帯電話を活用、海外からも国際ローミング機能を用いて携帯電話で更新する。
- 佐伯家では、兄が学生時代に捨て犬を拾ってきて以来、多くの犬を飼育している環境から、三貴も愛犬家である。飼育しているのは、年齢順に、「テン」（メス、雑種）、「レオ」（オス、ミニチュア・シュナウザー）、「リップ」（メス、ミニチュア・シュナウザー）、「タイガー」（オス、シーズー）、「ナナ」（メス、タイガーとリップの子でヨーキー風の風貌）、ポンタ（オス、キャバリア）、トラ（オス、ナナとポンタの子）、ビビ（メス、ナナとポンタの子）の計8頭である。特に、三貴は「タイガー」を愛犬とし「たいちゃん」の愛称をつけて寵愛しており、兄は「テン」と「ポンタ」を愛犬としている。現在では、兄が成人し三貴も通学やツアーで家を空けることが多いことから、各犬とも平常はもっぱら母が飼育を担当しているが、各々帰宅の際には愛情を持って接する。主体的に飼育を開始したのは4頭だけだが、あまりにも繁殖傾向が強いため、「トラ」と「ビビ」の出生後、全犬去勢した。
- 自分単独、あるいは仲間と一緒に「変顔」をするのが得意である。特に、古閑美保や原江里菜など、ノリの良い気の置けない仲間が一緒である場合、破壊的な変顔を披露する。

### 男性の嗜好
- 精神論的に尊敬するのは片山晋呉だが、「私の大好きなプロゴルファー」として、呉武田学園中学校に進学したころから宮本勝昌プロゴルフ選手会長に憧れ続けていることを公言している。三貴が用品用具契約先にブリヂストンを選んだのも、宮本の契約先がブリヂストンであるためであり、プロになって一番嬉しかったことは、「2007年（12月20日開催）のブリヂストンの（ツアーステージ発売10周年記念）パーティで宮本と会うことができ、近くで話ができたこと」であると公言してはばからない。2008年2月20日（現地時間）、ハワイ島でトレーニングをしていた宮本が、雑誌取材企画でフィールズオープンの大会会場を訪れて参加選手を訪問する機会があり、三貴は普段より念入りなメイクを施した上、宮本と再会し2人で話をしている間、終始鼻の下を伸ばしてデレデレとした表情を見せた。
- しかし、ミーハーな面もあり、TBSの「2007 史上最大 スポーツ大感謝祭」で嵐のメンバーと共演した際の感想を、「萌えぇ〜」と語っている。

### その他
- 2007年9月18日、ミヤギテレビ杯ダンロップオープン前日に、白血病や重度の気管支障害などの児童が入院する宮城県立こども病院を、高橋美保子、小川あい、原江里菜、有村智恵、和田委世子とともに慰問した。同月20日には、訪問の返礼として子供たちから三貴の同月22日に迎える23歳へのバースデーケーキと祝福メッセージが届き、三貴は周囲を顧みることなく感涙した。
- 2008年1月31日、広島市中区のリーガロイヤルホテル広島において、三貴の「2007年フジサンケイレディス優勝祝賀パーティー」が、オフィス・ゲンキ主催により開催された。当日は、海老原清治や山本浩二ら著名な広島出身者をはじめとして全国から750名以上もの参加者が集まり、この種のパーティーでは類を見ない盛会となった。また、来場者へのお土産として、三貴の似顔絵入りオリジナルタオル（非売品）が配布された。
- 2008年5月2日、クリスタルガイザーレディスは大会初日にあたり、開催地千葉市若葉区の京葉カントリークラブ至近にある千葉マリンスタジアムで行われる日本プロ野球の千葉ロッテマリーンズ対埼玉西武ライオンズ戦のワンデースポンサーとなった。 これにともない、クリスタルガイザーは大会PRのため、同試合始球式にクリスタルガイザーレディス出場選手を広報派遣することとした。この始球式要員には、佐伯三貴と諸見里しのぶが抜擢され、初日クリスタルガイザーレディス同組でラウンドした2人は、ホールアウト後間もない16時30分に京葉カントリークラブを出発、千葉マリンスタジアムにおける18時からの始球式イベントに参加した。 2人は両チームの代表に対して花束を贈呈したあと、そろってマウンドへ向い、大松尚逸、今江敏晃の両名をキャッチャーにして投球。諸見里の投球は、やや右にそれるボール球となったが、三貴の球はノーバウンドのストライクボールとなった。始球式終了後は、2人とも試合終了まで観戦し、三貴は「プロ野球選手のパワーを貰って帰りたい」と発言した。